# Minolta
Pour Minolta après la fusion avec Konica, voir Konica Minolta.
Minolta Co., Ltd. était un fabricant japonais d’appareils photographiques, d’accessoires, de photocopieurs, de fax et d’imprimantes laser. La société fut fondée à Osaka au Japon en 1928 sous le nom de Nichi-Doku Shashinki Shōten (日独写真機商店, « Maison Nippo-Germanique d’appareils photographiques »). Ce n'est qu'en 1933 que le nom de la marque est apparu sur un boîtier, une copie du Plaubel Makina, et qui fut simplement appelée « Minolta ».
Minolta a fusionné en 2003 avec Konica pour former l'entreprise Konica Minolta.
Le 19 juin 2006, Konica Minolta annonce qu'elle est en train de se retirer de ses activités photo et qu'elle vendra une partie de ses actifs dans son activité de boîtiers reflex  à Sony, pour finalement se retirer complètement de ses activités dans le domaine des appareils photo et de films photographiques.

## Historique
- 1928 : Kazuo Tajima fonde la Nichi-Doku Shashinki Shoten à Ōsaka ;
- 1929 : Premier appareil, le Nifcalette, un folding 4 x 6,5 à pellicule 127 ;
- 1931 : Changement du nom en Molta Goshi Kaisha ;
- 1933 : Cette année apparaît le nom Minolta sur un appareil, copie du Plaubel Makina ;
- 1937 : Le Minolta Flex est le premier reflex bi-objectif japonais. L’entreprise change encore de nom pour celui de Chiyoda Kogaku Seiko. Cette année-là l’entreprise commence à fabriquer des objectifs. Elle se fournissait avant chez Asahi (Pentax) ;
- 1940 : Le nom de Rokkor apparaît sur les objectifs ;
- 1947 : Minolta produit son premier 35 mm, un appareil à télémètre, le Minolta 35 ;
- 1958 : Le Minolta SR-2 (en) est le premier reflex mono-objectif 35 mm de la marque ;
- 1962 : John Glenn emmène dans l’espace un Minolta Hi-Matic 7S modifié. La compagnie change de nom pour celui de Minolta Co., Ltd. ;
- 1966 : Minolta produit son premier reflex avec mesure de la lumière à travers l’objectif, le Minolta SRT 101 ;
- 1972 : Minolta travaille avec Leica à la mise au point d’appareils et d’optiques ;
- 1973 : Sortie du Leica CL construit par Minolta ;
- 1976 : Sortie du Leica R3 (reflex) ainsi que le Minolta XD-7 ;
- 1981 : Sortie du Minolta XG-M (en)[3] ;
- 1981 : Minolta sort le X-700 qui sera produit jusqu’en 1999 ;

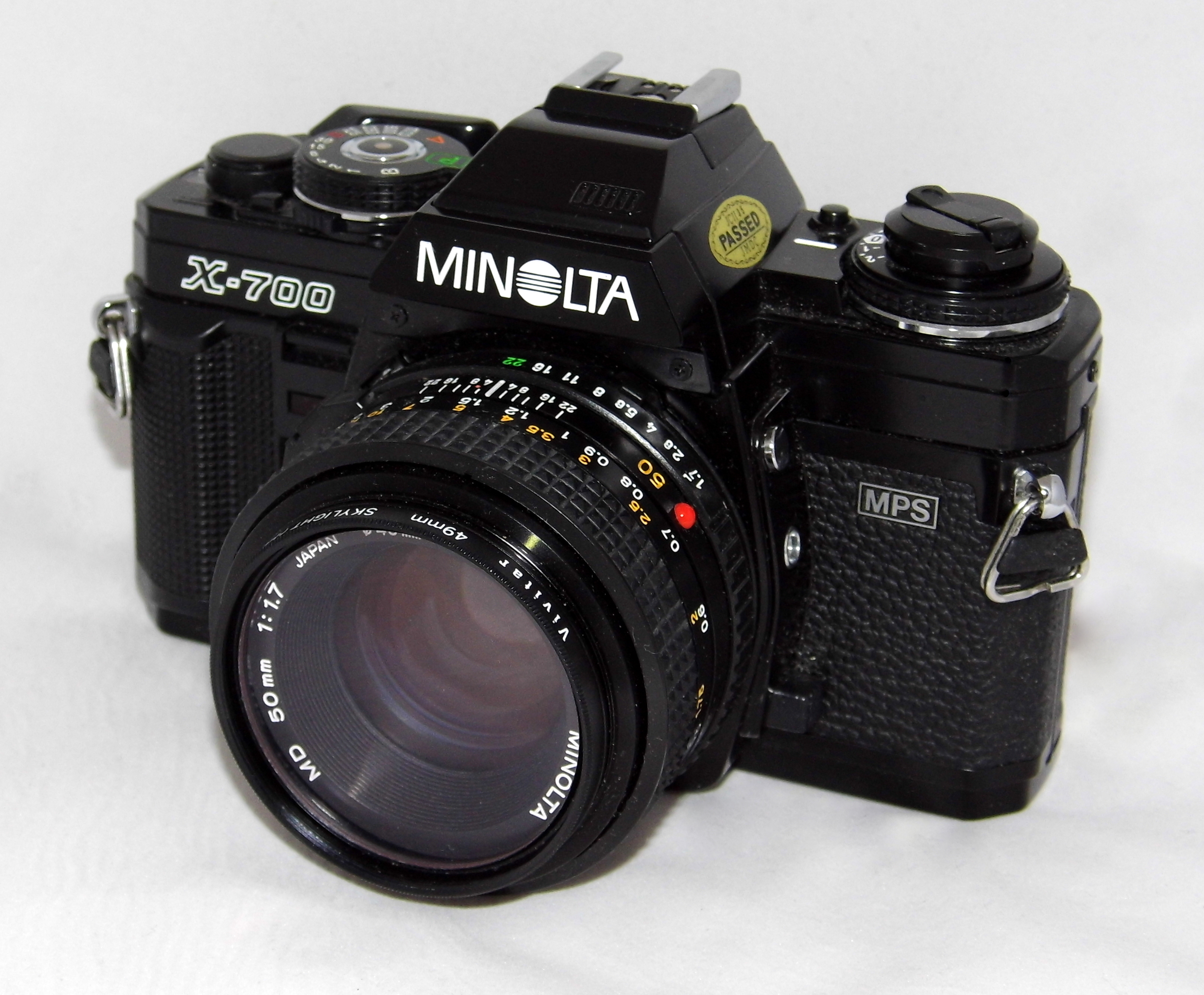
Minolta X-700.

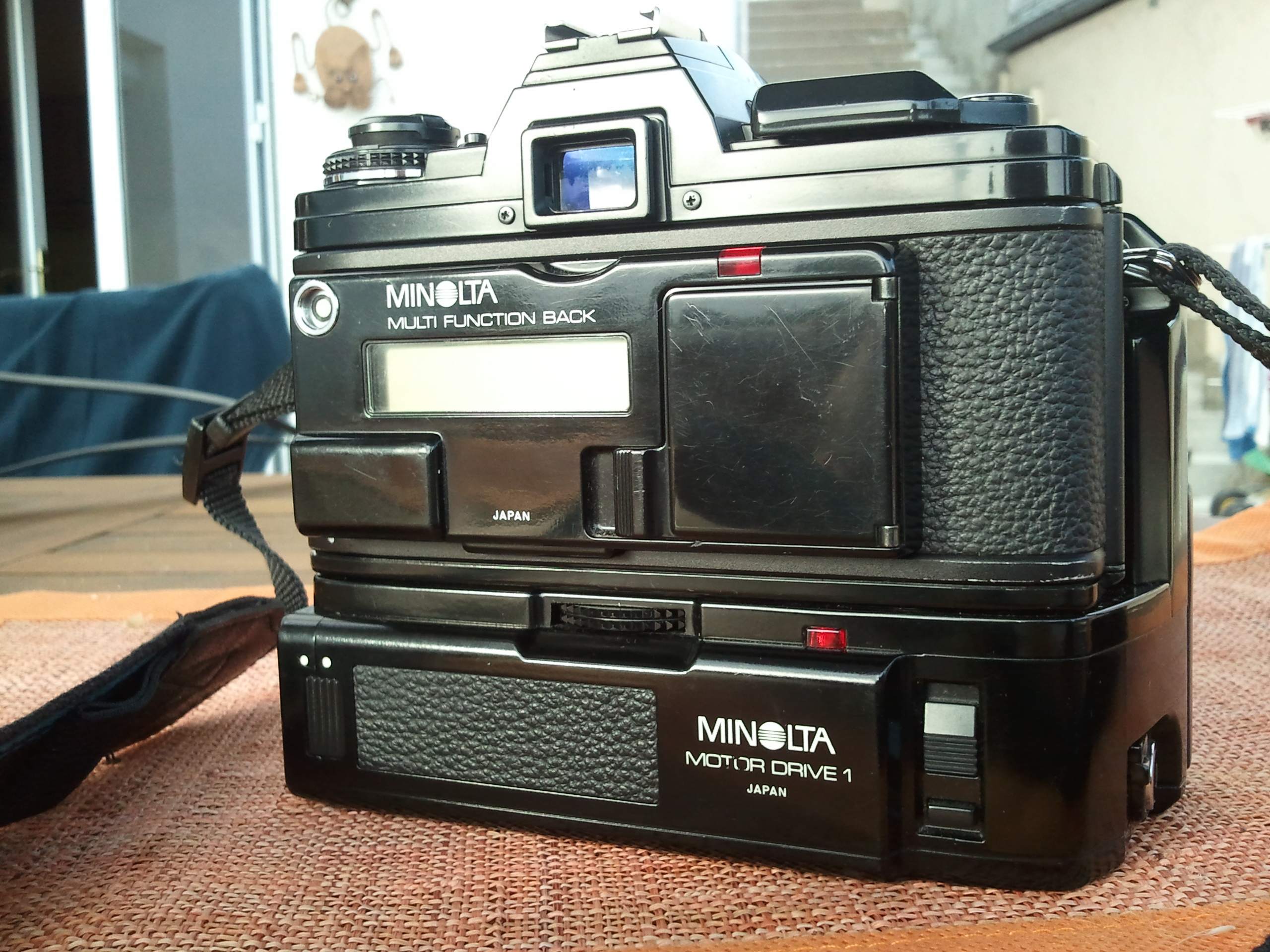
Accessoire pour X-700 le dos dateur qui permet de numéroter les photos, d'imprimer la date et aussi de prendre des photos à intervalle fixe.

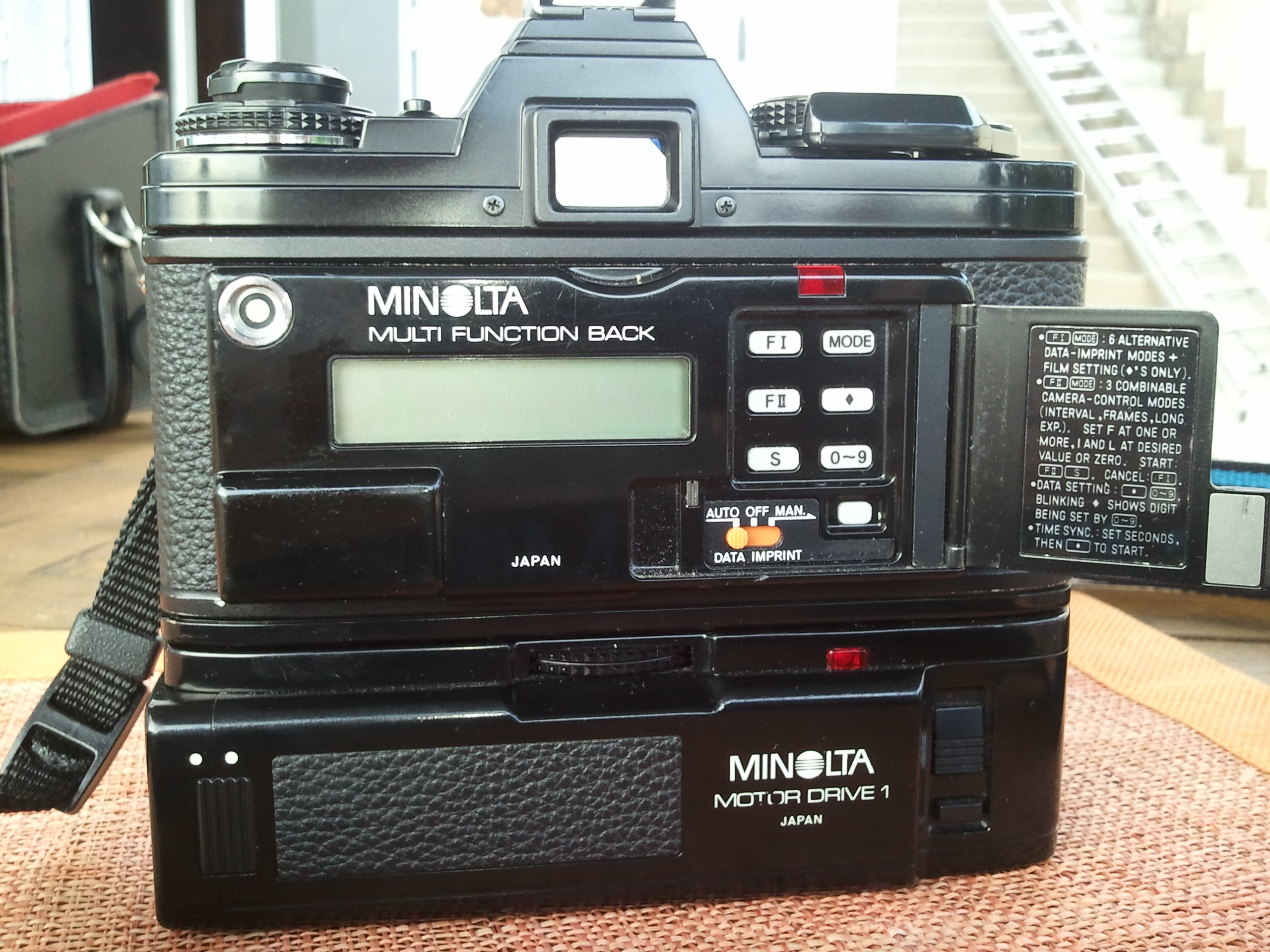
X-700 avec dos dateur, trappe de commandes ouverte

- 1985 : Sortie du premier reflex 35 mm autofocus grand public, le Minolta 7000 AF ;

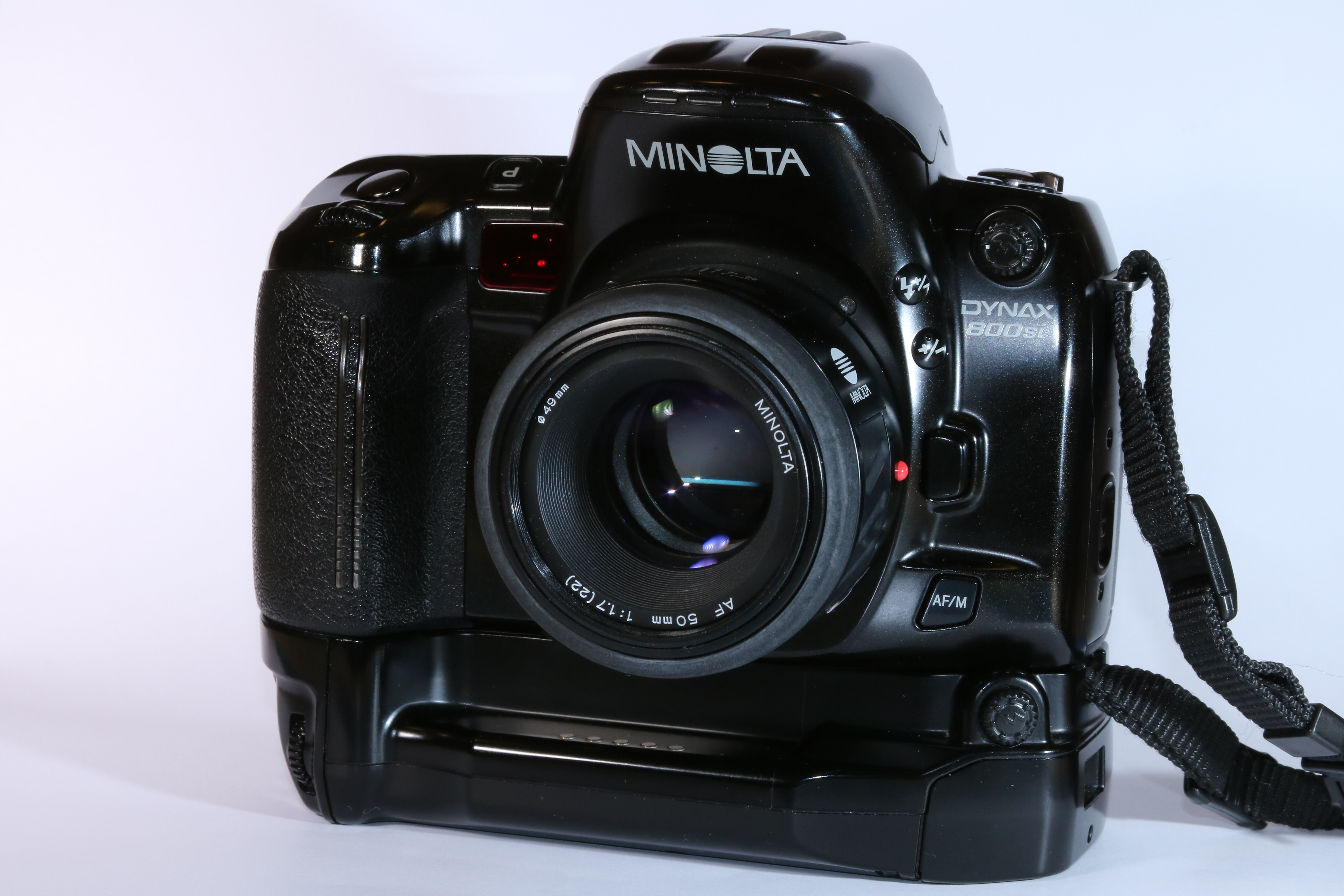
Dynax 800si avec objectif 50 mm 1:1.7 et grip VC-700.

- 1995 : Premier reflex numérique, le Minolta RD-175 (en) de 1,75 mégapixel ;
- 2003 : Fusion avec Konica et formation de Konica Minolta ;
- 2006 : Cessation de la production d’appareils photographiques, toutefois reprise par Sony Alpha.

## Appareils photographiques

### Argentique format 126
- 1966 Autopak 500
- 1969 Autopak 800

### Argentique format 135

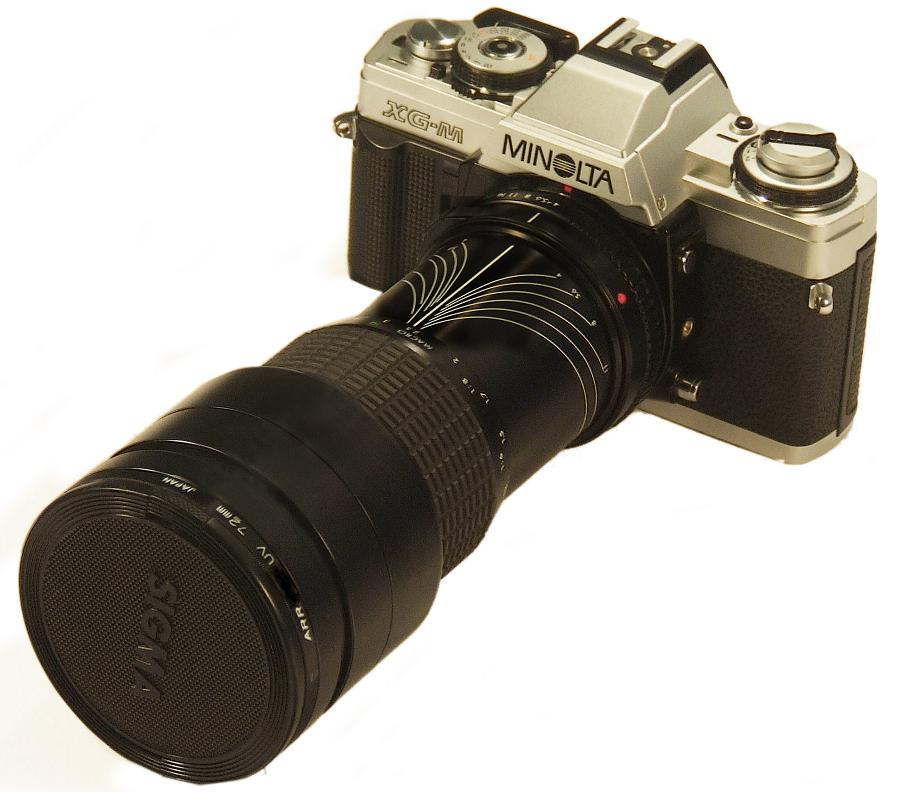
Minolta XG de 1981 avec téléobjectif.

#### Compacts
- 1949 : Memo
- 1964 : 24 Rapid (format 24 x 24 mm sur cassette Rapid)
- 1969 : Hi-matic C
- 1978 : Hi-matic SD
- 1979 : Hi-matic AF
- 1989 : Prod 20’s

#### Télémétriques
- 1947 : Minolta 35
- 1955 : A2

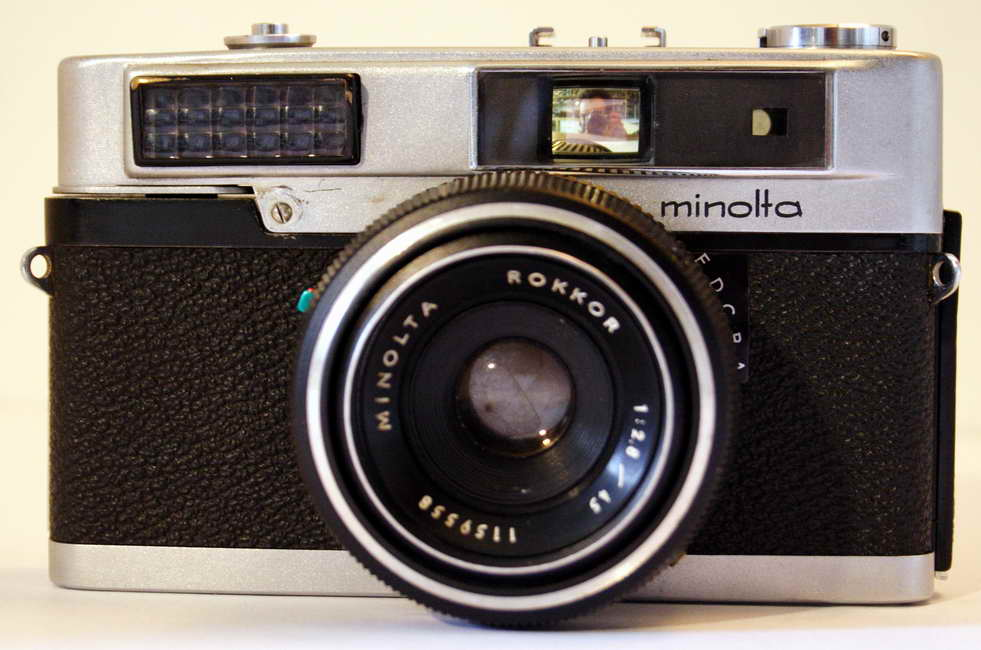
Minolta Uniomat.

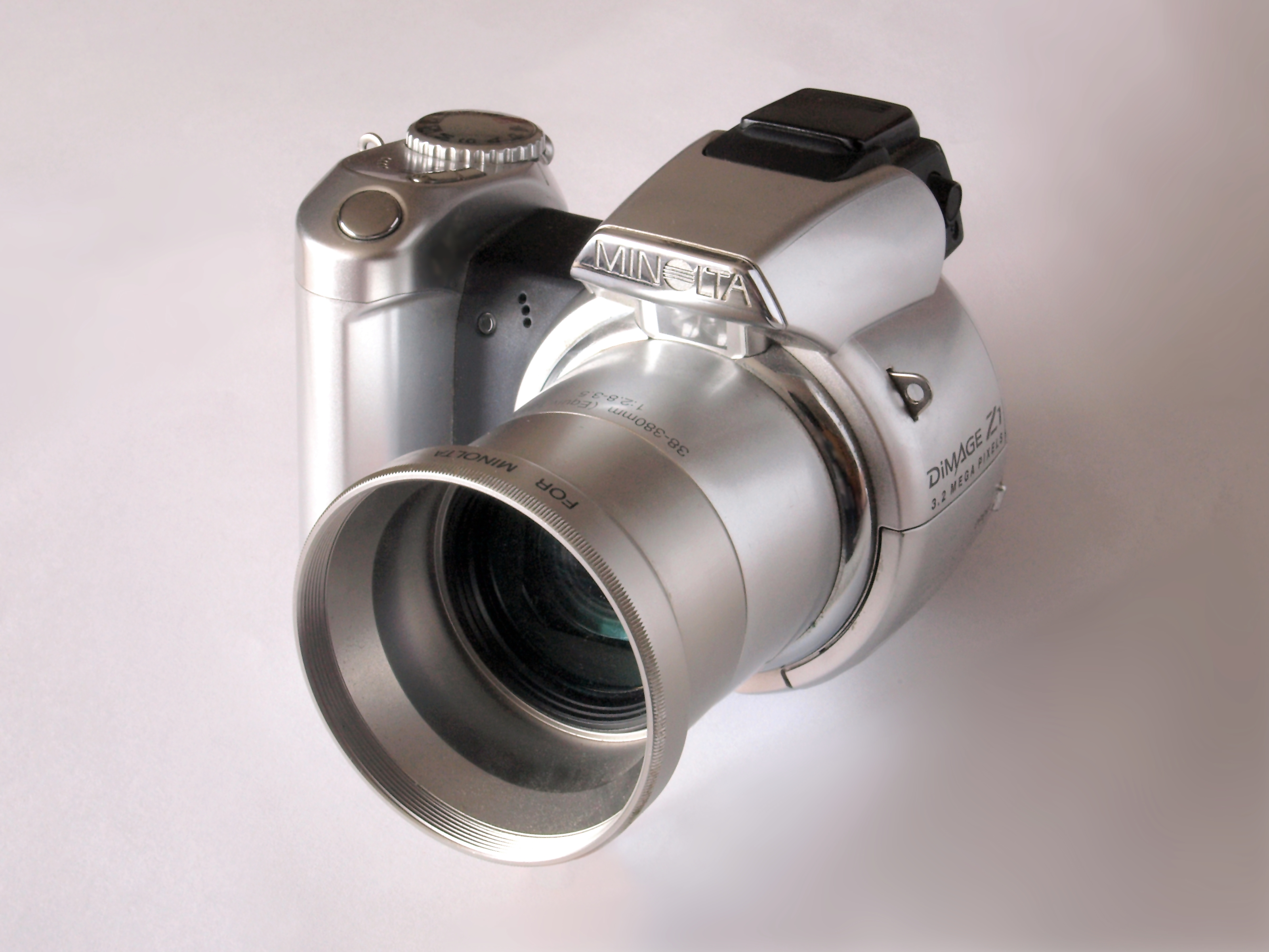
Compact appareil photo numérique Minolta Dimage Z1.

- 1957 : Super A (à objectifs interchangeables)
- 1958 : Auto Wide
- 1958 : V2
- 1958 : Minolta 35 IIB (à objectifs interchangeables)
- 1960 : Uniomat
- 1961 : AL
- 1961 : Uniomat II
- 1962 : Hi-matic
- 1963 : Hi-matic 7
- 1964 : Minoltina P et S
- 1964 : Repo-S (demi-format)
- 1964 : Uniomat III
- 1965 : Electro Shot
- 1966 : Hi-matic 7s
- 1966 : Hi-matic 9
- 1967 : AL-F
- 1968 : AL-E
- 1969 : Hi-matic 11
- 1971 : Hi-matic E
- 1972 : Hi-matic F
- 1973 : CL (en collaboration avec Leica)
- 1981 : CLE (en collaboration avec Leica)

Dans les années les plus récentes de Minolta, les numéros des appareils reflex comportaient une systématique permettant de les reconnaître plus facilement. Le chiffre 9 était systématiquement associé aux appareils les plus complets et destinés aux professionnels (9000, 9xi, Dynax 9), le chiffre 7 était présent dans les dénominations des appareils destinés aux amateurs éclairés (7000, XD7, Dynax 7), le chiffre 5 était réservé à la moyenne gamme, le chiffre 3 n'apparaissait que sur les appareils d'entrée de gamme.